# آلبرت آدوما
آلبرت دانکوا آدوما (انگلیسی: Albert Danquah Adomah؛ زاده ۱۳ دسامبر ۱۹۸۷) بازیکن فوتبال اهل غنا است.
وی همچنین در تیم ملی فوتبال غنا بازی کرده‌است.